# Sông băng Potanin

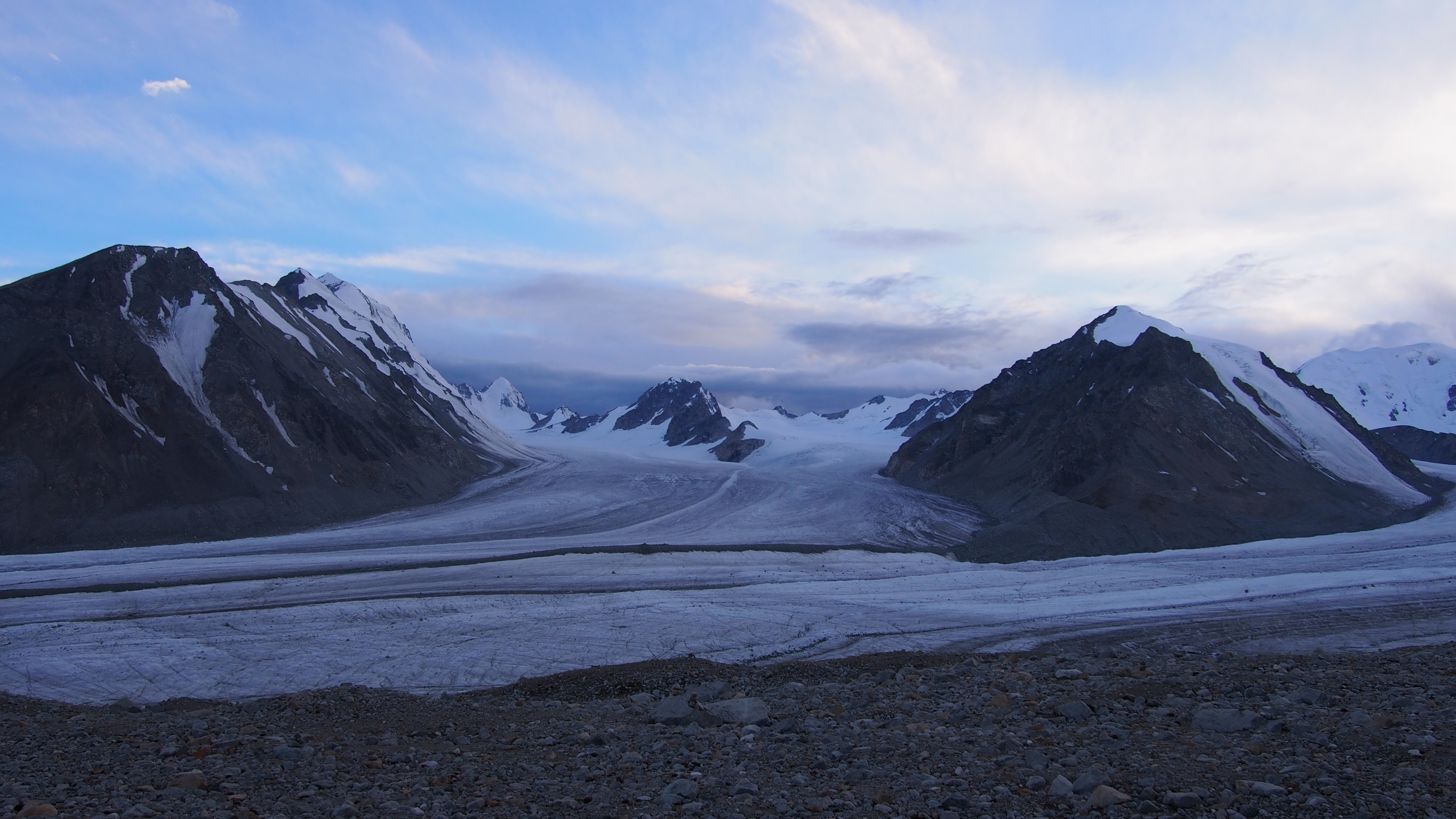
Sông băng Potanin Mông Cổ

Sông băng Potanin là sông băng dài nhất ở Mông Cổ, dài khoảng 14 km và nằm trong ngọn núi Altai Tavan Bogd trên dãy núi Altai. Sông băng được đặt theo tên của nhà thám hiểm Grigory Potanin.
Như nhiều sông băng khác trên thế giới, sông băng Potanin đang trở nên nhỏ dần. Trong khoảng thời gian 6 năm quan sát, tháng 9 năm 2003 đến tháng 9 năm 2009, nó đã rút khoảng 90 mét, do đó ghi lại tốc độ rút lui trung bình là 15 m/năm. Nó cũng đã trở nên mỏng hơn, đặc biệt là ở phần dưới của nó; tốc độ mỏng dần trung bình 2,6 m/năm đã được đo trong giai đoạn 2004-2009.